# Pamapuria
Pamapuria ist eine kleine Siedlung im Far North District der Region Northland auf der Nordinsel von Neuseeland.

## Geographie
Die Siedlung befindet sich knapp 8 km südsüdöstlich von Kaitaia am Zusammenfluss des Victoria River mit dem Takahue River. Der New Zealand State Highway 1 führt durch die Siedlung und bindet sie auf direktem Weg an Kaitaia an.

## Bildungswesen
Die Siedlung verfügt mit der Pamapuria School über eine Grundschule mit den Jahrgangsstufen 1 bis 8. Im Jahr 2015 besuchten 122 Schüler die Schule.